# Orzeł kaukaski (mitologia grecka)
Orzeł kaukaski (gr. Αετος Καυκασιος) – gigantyczny orzeł występujący w mitologii greckiej, będący synem potworów Tyfona i Echidny; według innej wersji miał być robotem z brązu skonstruowanym przez boga ognia, kowali i złotników Hefajstosa.  

## Orzeł kaukaski i Prometeusz
Według mitów greckich tytan Prometeusz stworzył człowieka z gliny pomieszanej ze łzami a duszę dał mu z boskiego ognia, którego parę iskier ukradł z rydwanu boga Słońca Heliosa. Jednak człowiek był o wiele słabszy od tytanów – widząc to, Prometeusz przemycił ogień dla ludzi w kawałku drewna. Tytan uczynił to, mimo iż wiedział, że było to wbrew woli najwyższego z bogów Zeusa, który uważał ogień za przywilej bogów. Rozwścieczony Zeus kazał przywiązać Prometeusza do skał Kaukazu; codziennie o wschodzie Słońca przylatywał tam orzeł kaukaski i wyjadał Prometeuszowi wątrobę, która odrastała przez resztę dnia i nocy. Celem Zeusa była niekończąca się męka Prometeusza.
Orzeł kaukaski przez wiele lat wyjadał wątrobę tytana aż w końcu został zabity strzałą wystrzeloną z łuku przez Heraklesa (w mitologii rzymskiej znanego jako Herkules), wykonującego jedną ze swoich dwunastu prac: przyniesienie jabłek z ogrodu Hesperyd. Prometeusz odzyskał wolność, martwy orzeł kaukaski został umieszczony w gwiazdozbiorze Orła a strzała, która zabiła ptaka została umieszczona w gwiazdozbiorze Strzały. 